# Nanomotor
Bei einem Nanomotor handelt es sich um ein winzig kleines, nur wenige Nanometer großes Konstrukt, welches dazu verwendet werden kann, ebenfalls winzig kleine Maschinen, so genannte Nanobots oder Naniten, anzutreiben. Der Antrieb geschieht als Streck- oder Ziehbewegung oder als Drehbewegung eines Propellers. Nanomotoren werden für verschiedene Zwecke in den Bereichen der Nanotechnologie benötigt und entwickelt.

## Visionen und Ziele
In der Fachpresse, in wissenschaftlichen Magazinen sowie in Filmen wurden und werden verschiedene mögliche Anwendungen beschrieben. Das reicht von einfachen mechanischen Vorrichtungen, z. B. Tür- oder Deckelöffner in kleinsten Dimensionen, bis zum Medikamenten-transportierenden Mini-U-Boot in der Blutbahn oder einer wahren Flut von Miniaturfräsen, welche Ablagerungen in den Herzkranzgefäßen beseitigen.
Die Forschung geht weiter und so sind seit einiger Zeit Berichte und wissenschaftliche Publikationen zu lesen, in denen die Erforschung und der Aufbau ganzer Nanofabriken oder Produktionsstraßen angedacht und beschrieben werden.

## Arten von Nanomotoren
Für die verschiedenen Anwendungsgebiete werden unterschiedliche Nanomotoren benötigt und entwickelt, wobei in einigen Fällen die spezielle Anwendung noch nicht besteht, sondern erst durch die Entwicklung des Antriebs machbar wird.

### Physikalische Nanomotoren
Diese Antriebe bestehen aus unterschiedlichen Materialien von Edelmetallen bis zu Kohlenstoff oder Titan, diese werden  meist künstlich hergestellt.
Die ersten Nanotube-Motoren wurden 2003 von der Gruppe um Alex Zettl an der University of California, Berkeley entwickelt.

### Biologische Nanomotoren
In verschiedenen Fachbereichen von Biochemie bis Medizin werden biologische oder molekulare Antriebe entdeckt und entwickelt. Bei diesen molekularen Motoren handelt es sich oft um einzelne Bestandteile von biologischen Zellen, so ist es bei dem Enzym F-ATPase aus den Mitochondrien, den Kraftwerken der Zellen. Weiterhin kennt man sogenannte Motorproteine wie z. B. Kinesin.

### Biophysikalische Nanomotoren
Wie der Name es erahnen lässt, handelt es sich um eine Kombination von den zuvor genannten Antriebstechniken. Hierbei wird eine nichtbiologische Struktur in einem komplizierten Verfahren mit einem Molekül, einem Enzym oder einer biologischen Struktur verbunden.